# Diocesi di Novabarbara
La diocesi di Novabarbara (in latino Dioecesis Novabarbarensis) è una sede soppressa e sede titolare della Chiesa cattolica.

## Storia
Novabarbara, identificabile con le rovine di Beni-Barbar o di Henchir-Barbar nell'odierna Algeria, è un'antica sede episcopale della provincia romana di Numidia.
Unico vescovo conosciuto di Novabarbara è Adeodato, il cui nome si trova al 26º posto nella lista dei vescovi della Numidia convocati a Cartagine dal re vandalo Unerico nel 484; Adeodato, come tutti gli altri vescovi cattolici africani, fu condannato all'esilio.
Dal 1933 Novabarbara è annoverata tra le sedi vescovili titolari della Chiesa cattolica; dal 2 giugno 2018 il vescovo titolare è Paul Toshihiro Sakai, vescovo ausiliare di Osaka-Takamatsu.

## Cronotassi

### Vescovi
- Adeodato † (menzionato nel 484)

### Vescovi titolari
- Basil Christopher Butler, O.S.B. † (29 novembre 1966 - 21 settembre 1986 deceduto)
- Jorge Ferreira da Costa Ortiga (9 novembre 1987 - 5 giugno 1999 nominato arcivescovo di Braga)
- Guillermo Rodrigo Teodoro Ortiz Mondragón † (29 gennaio 2000 - 19 ottobre 2005 nominato vescovo di Cuautitlán)
- Stephen Tjephe † (19 giugno 2009 - 15 novembre 2014 nominato vescovo di Loikaw)
- Alberto Vera Aréjula, O. de M. (30 marzo 2015 - 25 aprile 2018 nominato vescovo di Nacala)
- Paul Toshihiro Sakai, dal 2 giugno 2018